# Circle of Contempt
Circle of Contempt ist eine Progressive-Metal-Band aus dem finnischen Pori, welche 2006 unter dem Namen Thrust Moment gegründet wurde.

## Geschichte
Im Jahre 2006 gründeten der finnische Sänger Riku Haavisto, der Gitarrist Risto-Matti Toivonen, sowie der Bassist Markus Karhumäki und der Schlagzeuger JP Kaukonen die Band Thrust Moment. Noch im selben Jahr veröffentlichte sie ihre erste Demo Parallels auf die ein Jahr später die EP Rumour Has It... folgte, welche die Band, wie die zuvor erschienene Demo, selbst vertrieb. Im März 2008 unterschrieb die Band einen Plattenvertrag bei dem britischen Label Glasstone Records, jedoch trennte sich die Band nach kurzer Zeit wieder von diesem und veröffentlichte im September desselben Jahres ihre zweite EP, welche den Namen Color Lines trug.
Anfang 2009 änderte die Band ihren Namen in Circle of Contempt und gab bekannt bei dem US-amerikanischen Label Sumerian Records einen Plattenvertrag unterschrieben zu haben. Zudem stieß Joni Kosonen als zweiter Gitarrist hinzu. Im März 2009 begab sich die Band nach Los Angeles, um dort ihr Debütalbum aufzunehmen, welches im November unter dem Namen Artifacts in Motion erschien. Anschließend war die Band zwischen Januar und Februar 2010 auf ihrer ersten Tour durch die USA neben den Bands Periphery, Veil of Maya und Animals as Leaders zu sehen. Anschließend legte die Band eine fast einjährige Pause ein, da die Mitglieder die Schule beendet hatten und Risto-Matti Toivonen und Markus Karhumäki zum Militär gingen.
Im Juli 2011 verließ Sänger Riku Haavisto die Band, worauf die Band zwei Monate später bekannt gab, sich wieder, noch ohne neuen Sänger, im Studio zu befinden, um dort eine neue Veröffentlichung aufzunehmen. Kurz darauf wurde in Denis Hautaniemi ein neuer Sänger gefunden. Im April 2012 verließ der Gitarrist Joni Kosonen aus persönlichen Gründen die Band, woraufhin sich Interessenten per E-Mail bei der Band bewerben konnten. Im Oktober 2012 spielte die Band auf der achten Ausgabe des jährlich in Köln stattfindenden Euroblast Festivals, wo sie neben Bands wie After the Burial, TesseracT oder Monuments auftraten und welches ihr erstes Konzert außerhalb Finnlands in Europa darstellte. Kurz darauf stieß der Gitarrist Ville Patrikainen von Kill the Romance der Band als zweiter Gitarrist hinzu und ersetzte den ein halbes Jahr zuvor gegangenen Joni Kosonen. Im Dezember desselben Jahres veröffentlichte die Band ihre dritte EP mit dem Namen Entwine the Threads, wie bereits das Debütalbum, über Sumerian Records, welche auf 500 Kopien limitiert wurde. Es wurde von dem Gitarristen Sami Raatikainen von der Band Necrophagist produziert und wurde im Gegensatz zum Vorgänger, welches noch von Riku Haavisto und Risto-Matti Toivonen zusammen geschrieben wurde, dieses Mal von Toivonen alleine geschrieben. Im April 2013 spielte die Band ihre erste Tour durch Großbritannien an der Seite von Red Seas Fire.

## Diskografie

### Alben
- 2009: Artifacts in Motion (Sumerian Records)
- 2016: Structures of Creation (Selbstvertrieb)

### EPs
- 2007: Rumour Has It... (Selbstvertrieb)
- 2008: Color Lines (Selbstvertrieb)
- 2012: Entwine the Threads (Sumerian Records)

### Demos
- 2006: Parallels (Selbstvertrieb)